# Saint-Georges-de-l'Oyapock
Saint-Georges-de-l'Oyapock è un comune francese situato nella Guyana francese, sul fiume Oyapock, di fronte al Brasile.